# Chorbane
Chorbane (arabe : شربان) est une ville du centre-est de la Tunisie située à une vingtaine de kilomètres à l'ouest d'El Jem.
Rattachée au gouvernorat de Mahdia, elle constitue une municipalité comptant 5 700 habitants en 2014 ; elle est aussi le chef-lieu d'une délégation.
Elle est située dans la grande oliveraie de la région de Sfax.
Un festival polyculturel y est organisé en septembre.